# Saare (hạt)
Hạt Saare (tiếng Estonia: Saare maakond), hoặc  Saaremaa, (tiếng Latinh: Osilia hoặc Oesel; tiếng Đức: Ösel) là một trong 15 hạt ở Estonia. Nó bao gồm Saaremaa, đảo lớn nhất ở Estonia, vài đảo khác gần đó, nổi tiếng nhất là Muhu, Ruhnu, Abruka và  Vilsandi. Hạt tiếp giáp với các hạt Lääne và  Hiiu. In January 2013 Saare có dân số 30.966 người – chiếm 2,4% dân số của Estonia.

## Chính quyền hạt
Chính quyền hạt (tiếng Estonia: Maavalitsus) được quản lý bởi thống đốc (tiếng Estonia: maavanem),người được chỉ định bởi chính phủ với kỳ hạn năm năm. Thống đốc hiện tại của hạt là Kaido Kaasik.

## Khu tự quản (cho đến năm 2017)

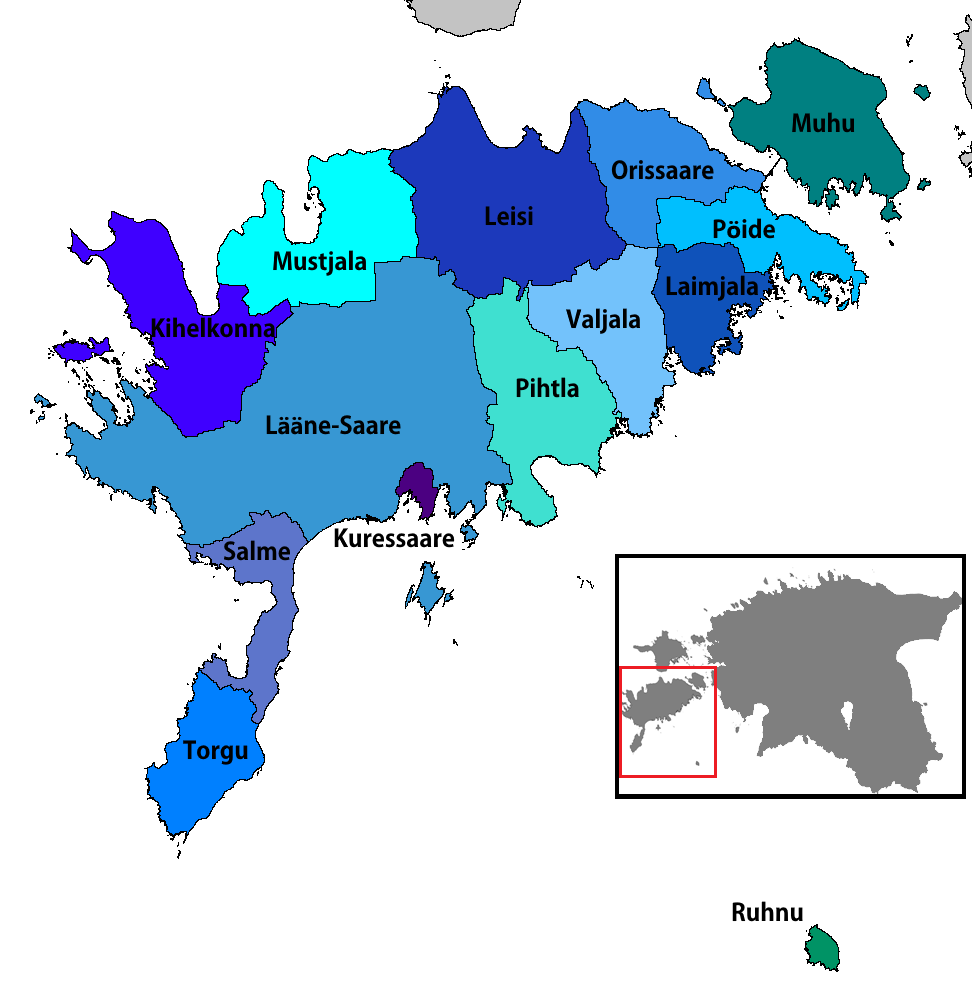
Các khu tự quản ở hạt Saare (cho đến năm 2017)

Hạt được chia thành các khu tự quản. Có một khu tự quản thành thị (tiếng Estonia: linn) và 13 khu tự quản nông thôn (tiếng Estonia: vallad) ở hạt Saare.
:
1. Kuressaare

Các khu tự quản nông thôn:
1. Kihelkonna
2. Lääne-Saare
3. Laimjala
4. Leisi
5. Muhu
6. Mustjala
7. Orissaare
8. Pihtla
9. Pöide
10. Ruhnu
11. Salme
12. Torgu
13. Valjala

## Hình ảnh

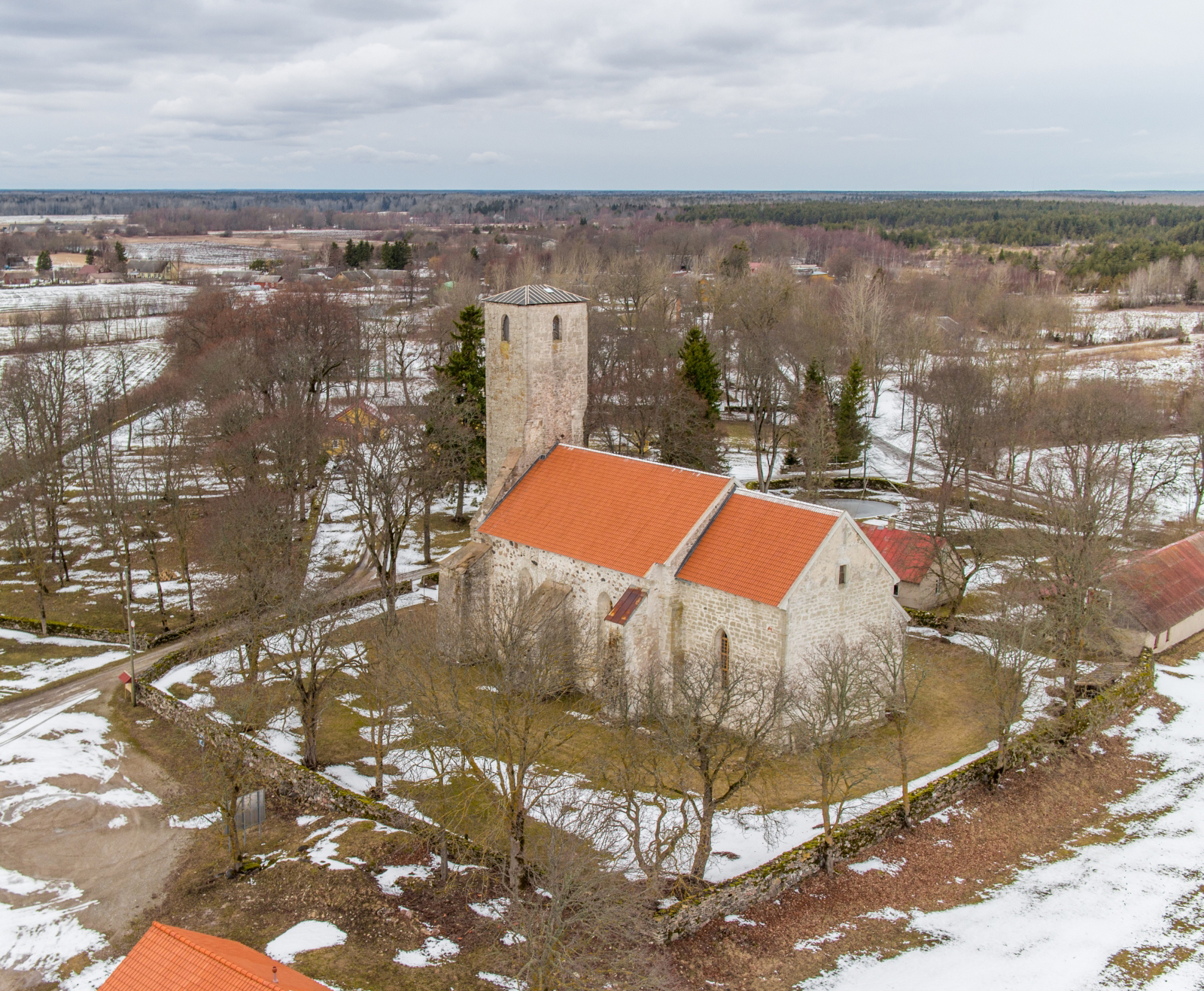
nhà thờ ở xã Pihtla
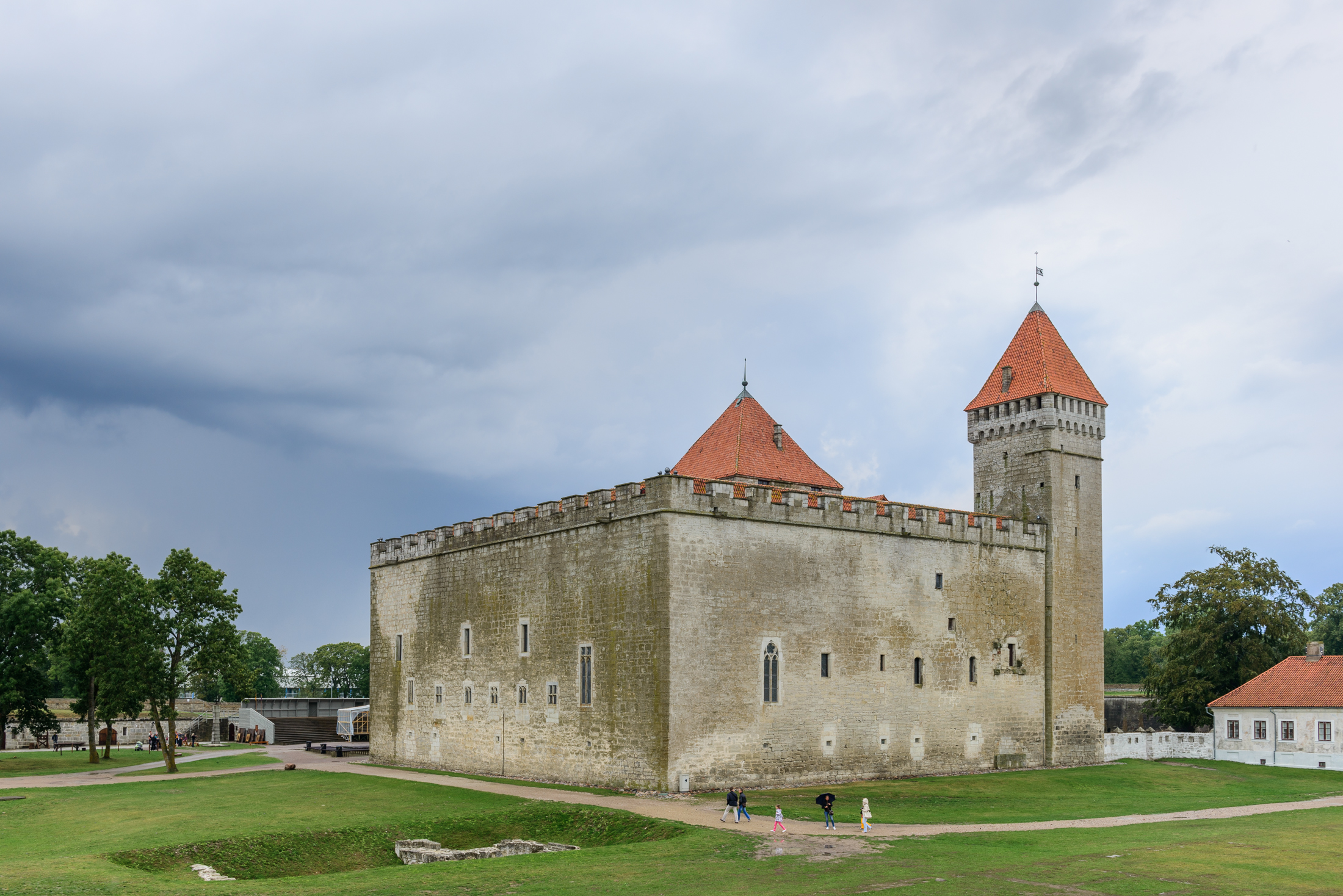
Lâu đài Kuressaare
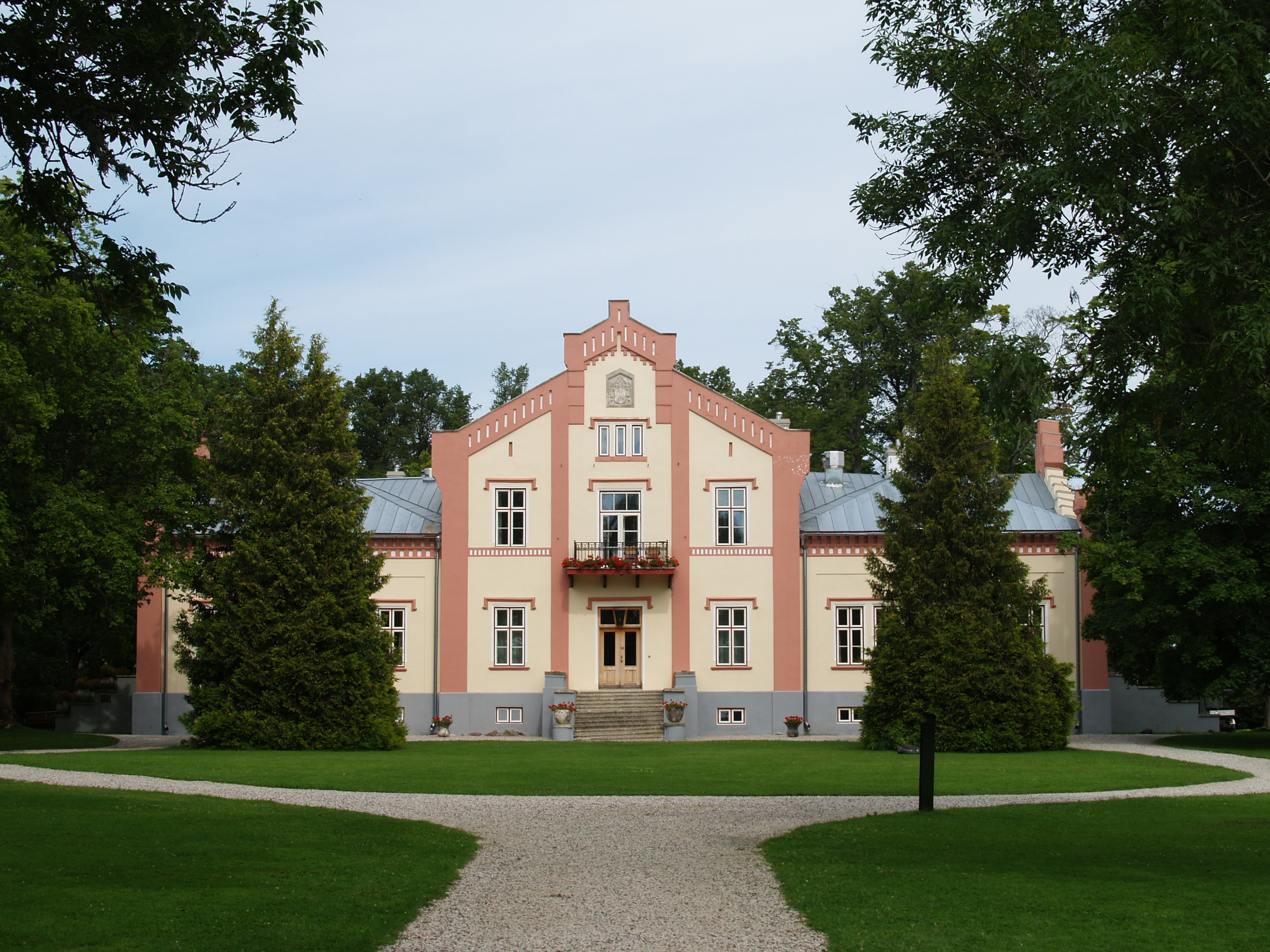
Biệt thự Pädaste
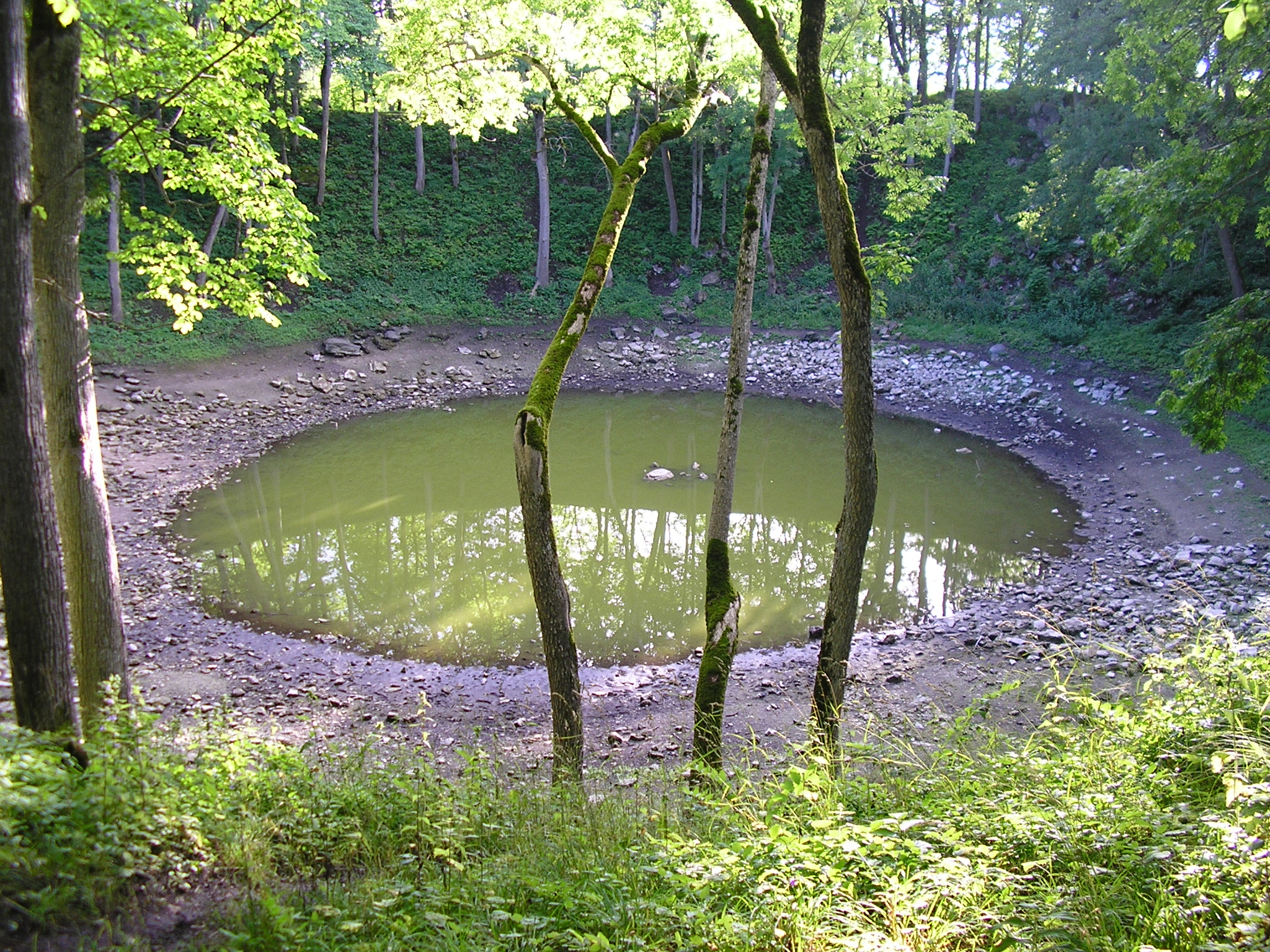
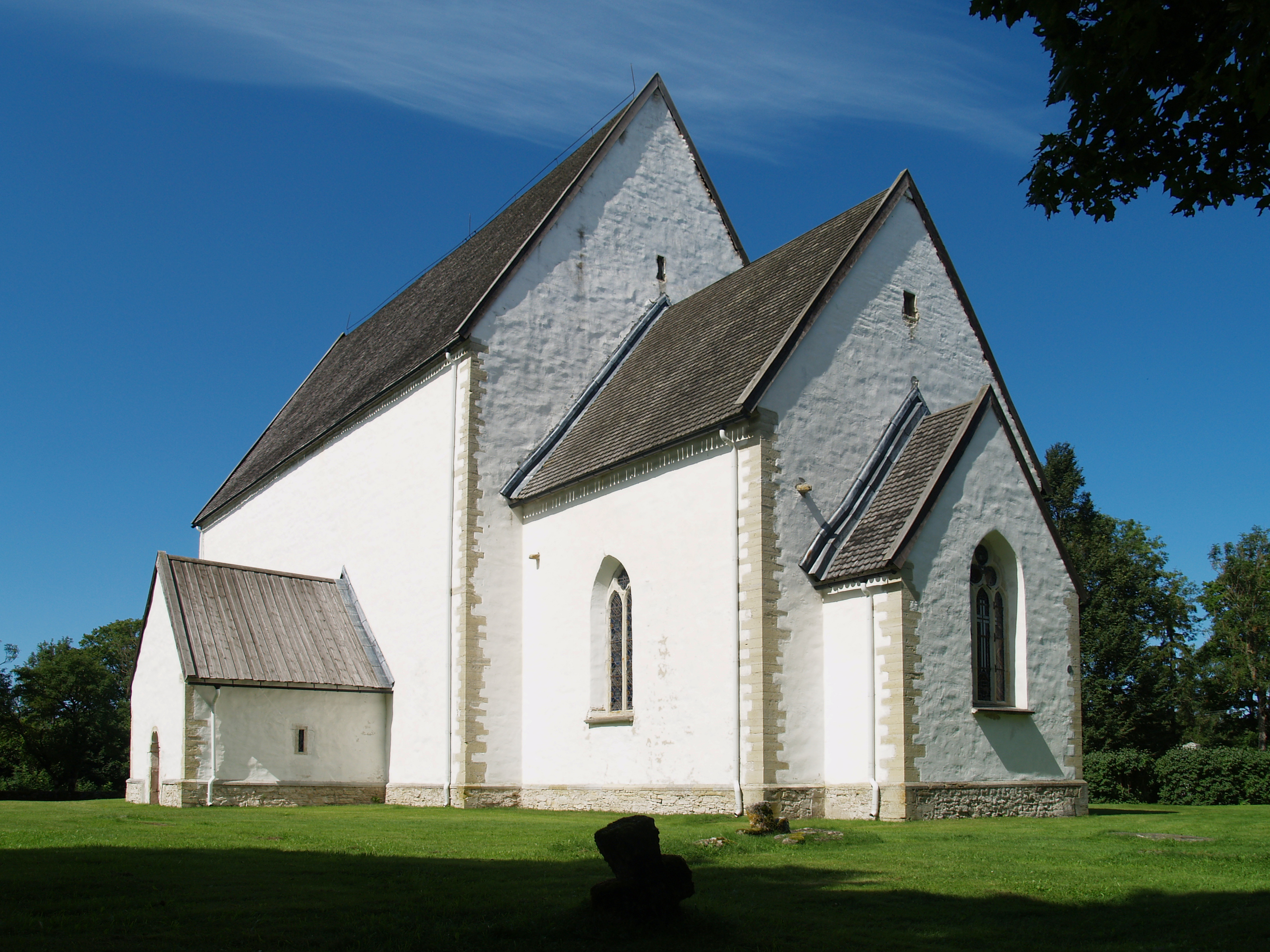
Nhà thờ Muhu
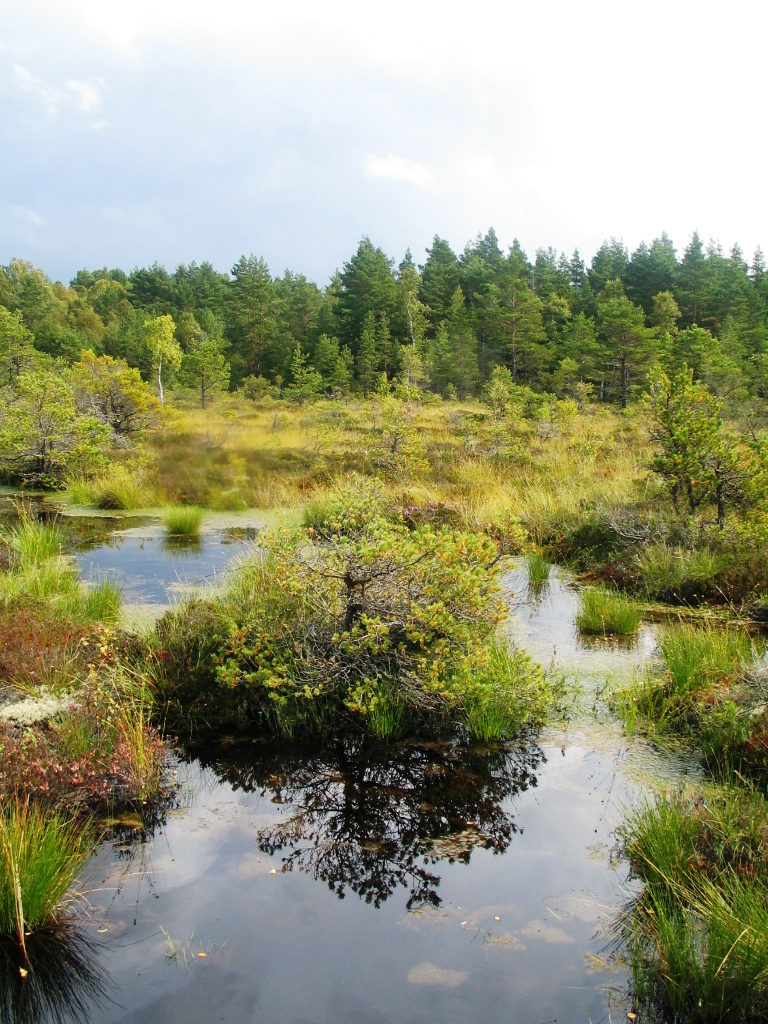
Đầm lầy Koigi
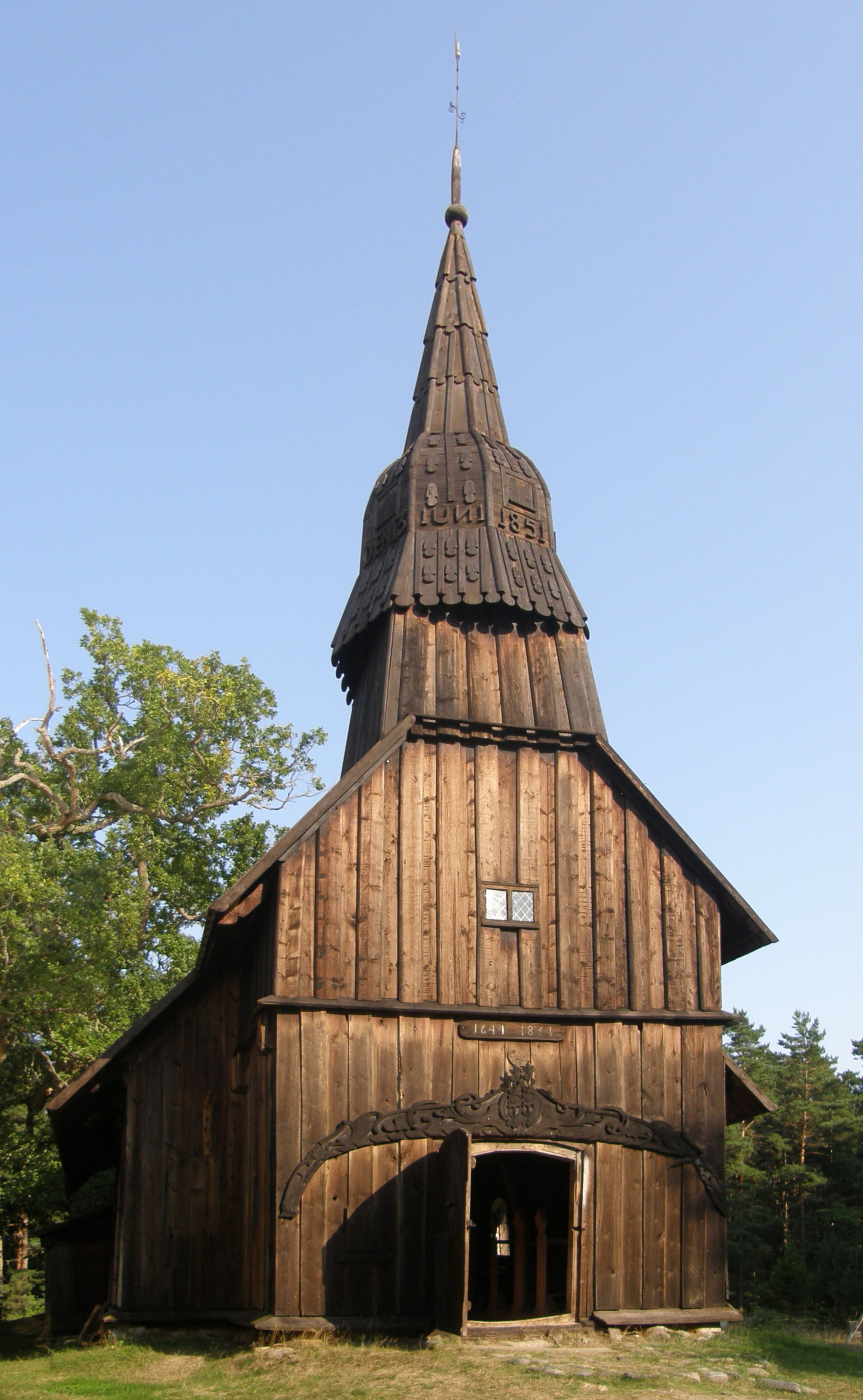
Nhà thờ gỗ Ruhnu
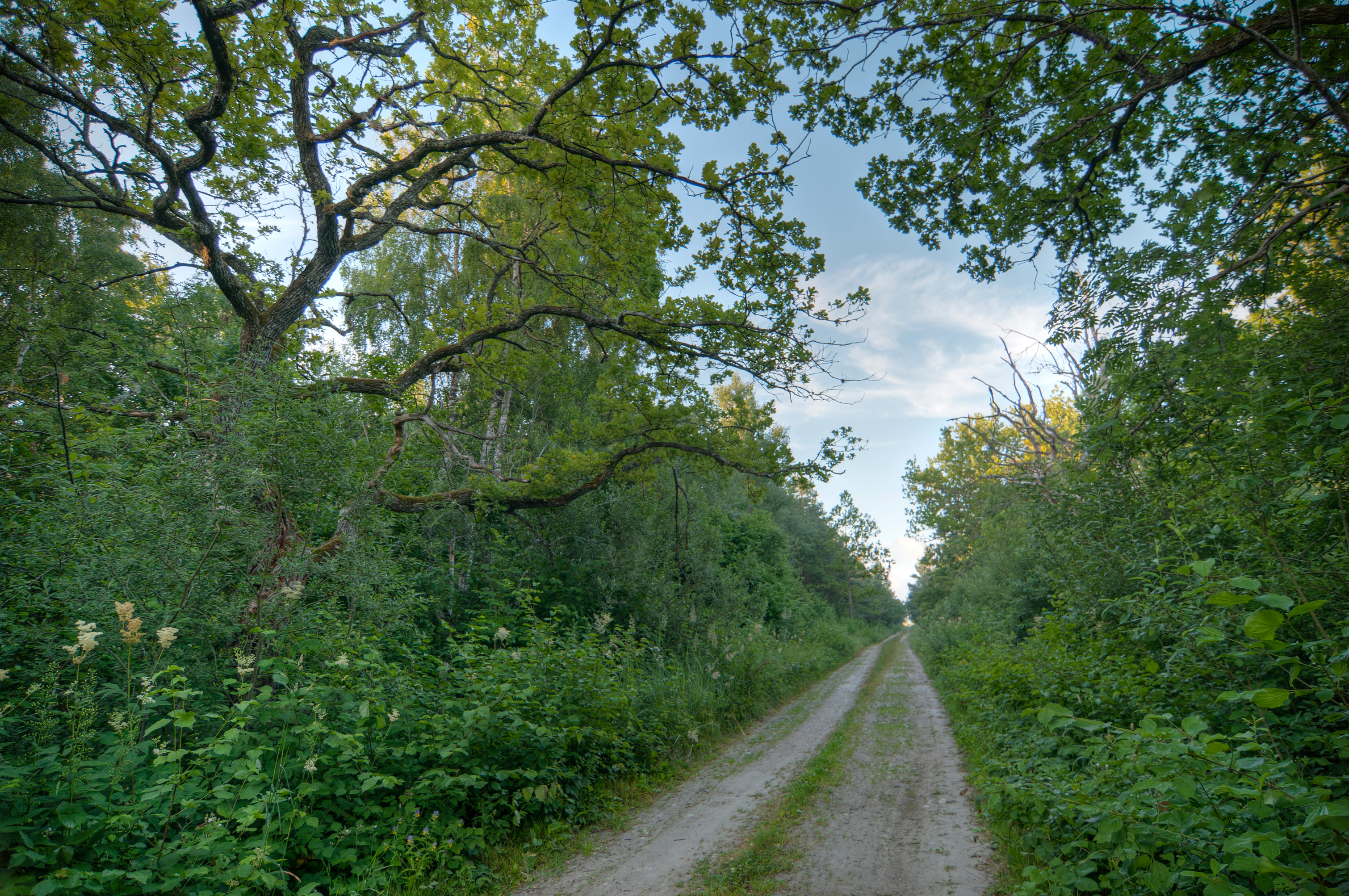
Đường rừng ở Saare
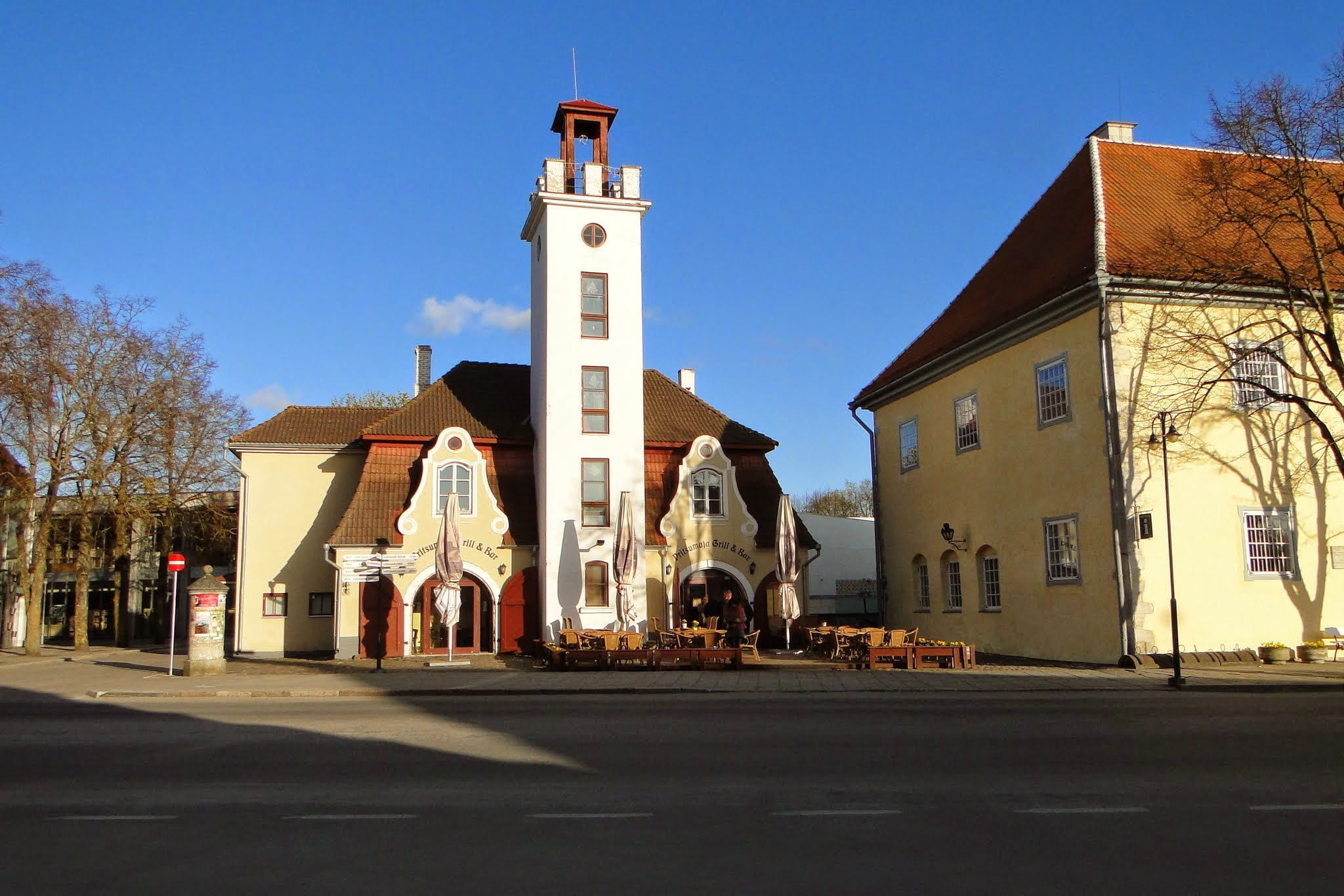
Nhà lịch sử gần trung tâm Kuressaare
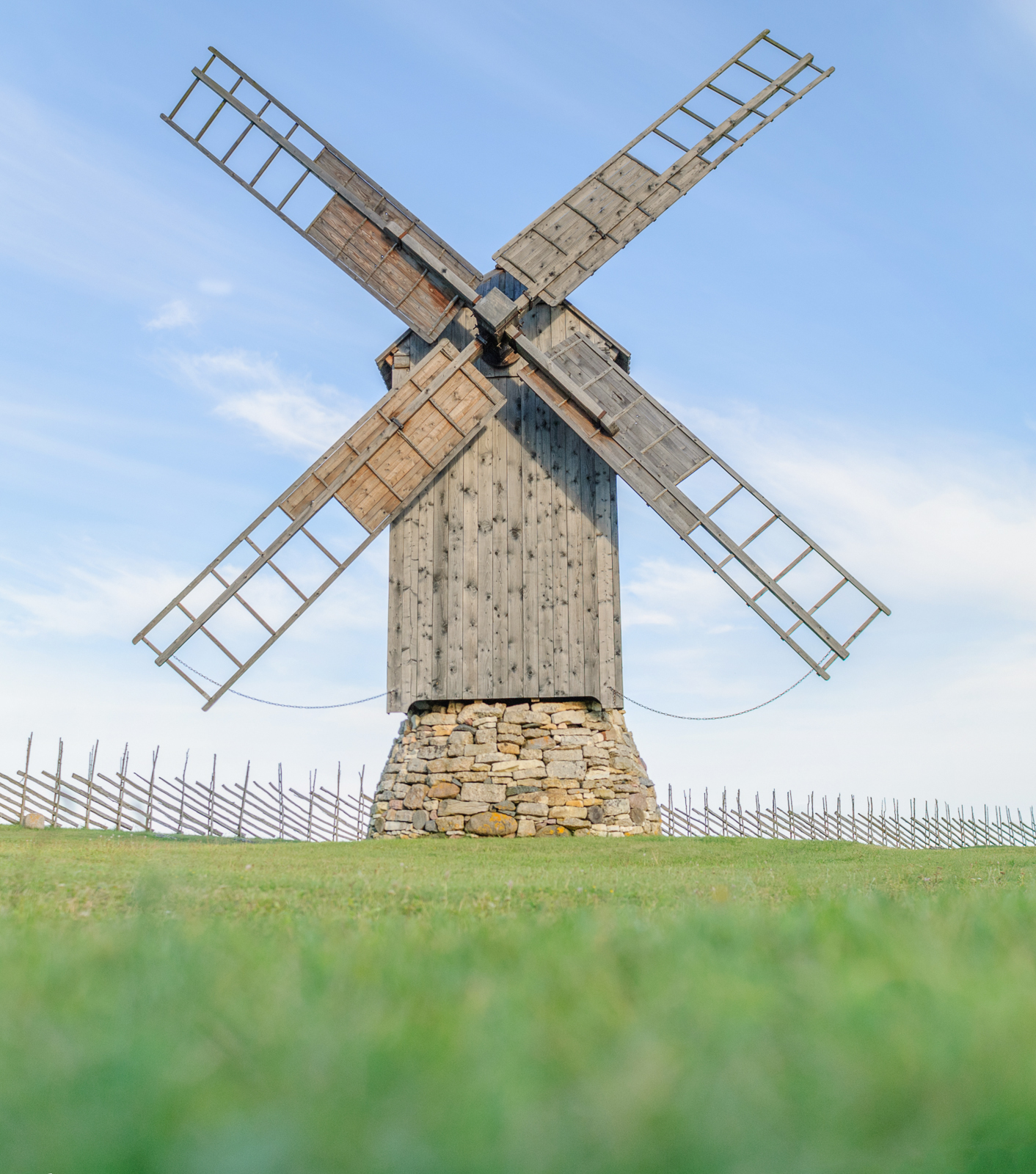
Cối xay gió Angla ở Leisi Parish
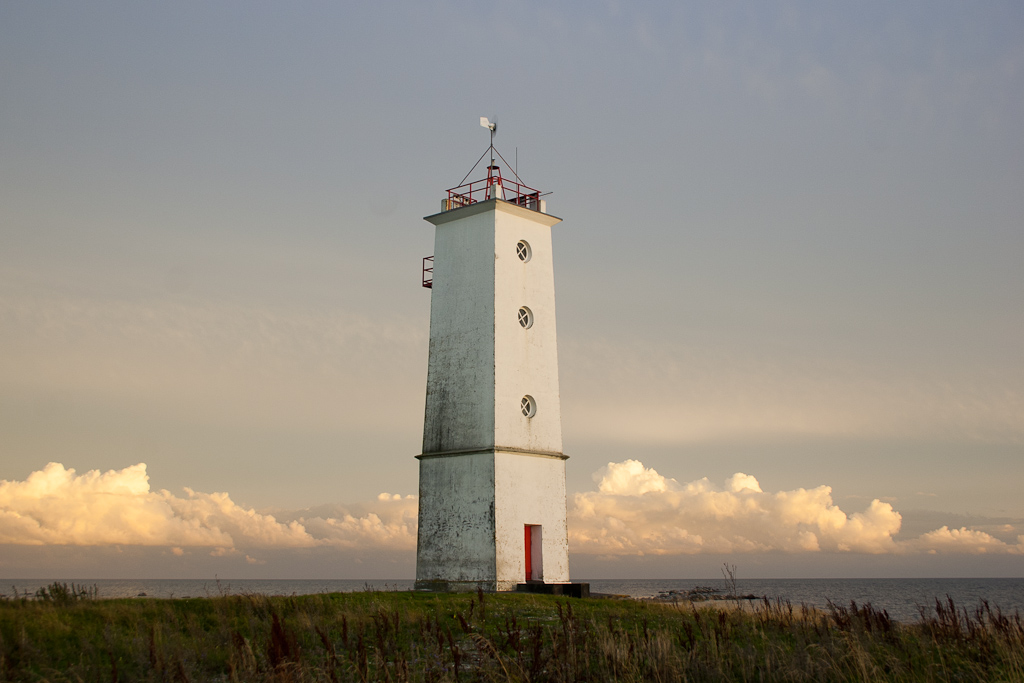
Hải đăng Saaretuka ở xã Pihtla
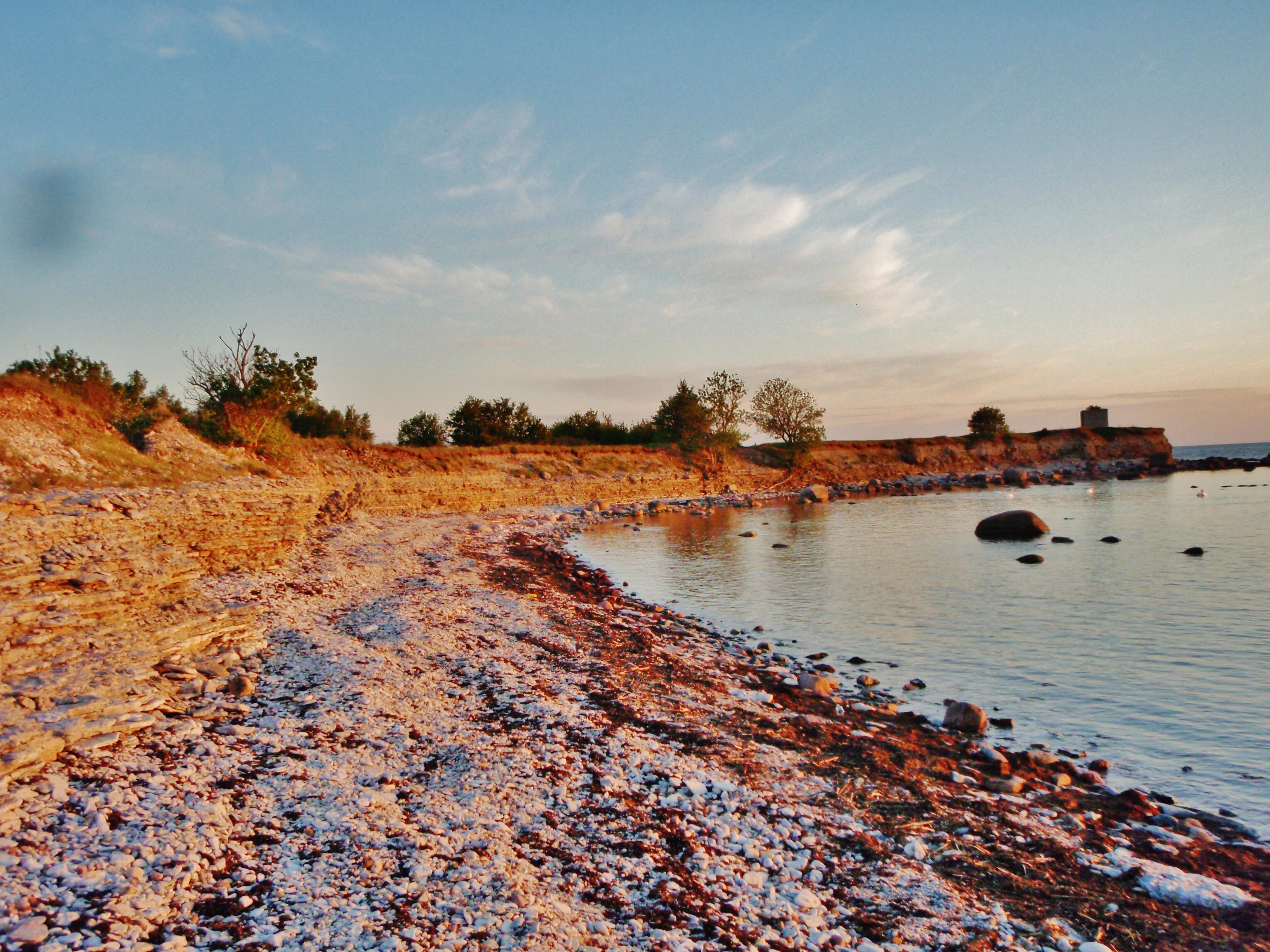
Mỏm Ohessaare ở xã Torgu